# Torre Racef

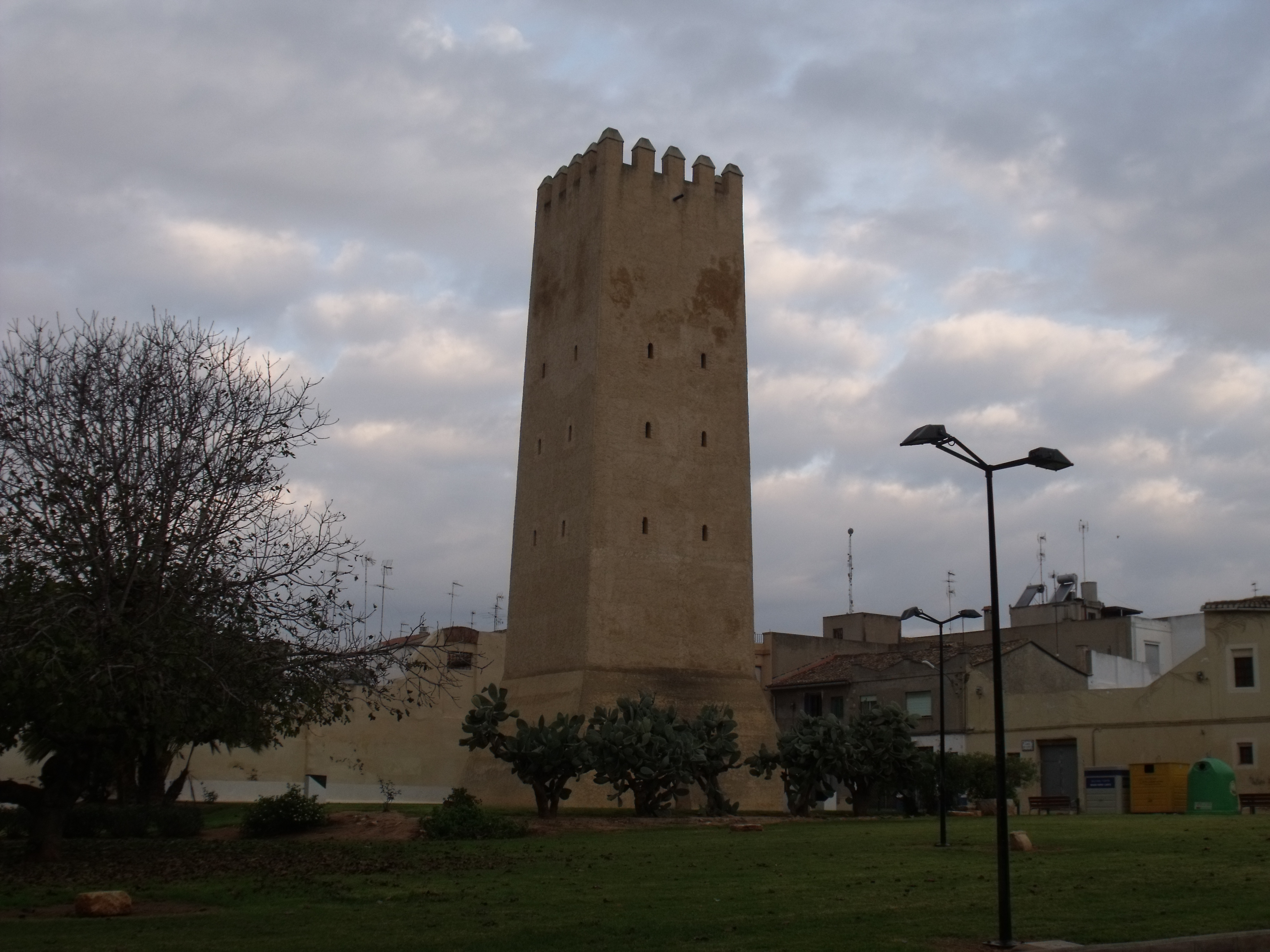

La torre Racef es una torre de origen hispano-musulmán situada en Almusafes (Valencia) España. Formaba parte del originario caserío de Al-Mazaf, que significa la aduana, constituido por un grupo de alquerías. Fue construida entre los siglos IX y XII con el sistema del tapial, el habitual en estas edificaciones islámicas.
Es bien de interés cultural con referencia R-I-51-0010580.
Hasta hace pocos años, la torre estaba adosada a una construcción del siglo XVIII, que fue derribada en 1981. Actualmente se encuentra, pues, exenta, perfectamente restaurada aunque muy modificada y rodeada por un entorno ajardinado. Es visitable.

## Emplazamiento
Asentada en el centro histórico de Almusafes, en la Plaza Mayor, frente a la iglesia parroquial, la torre es una construcción andalusí. En algunos casos aparece como Torre de Mansa, y es a partir de la documentación cristiana cuando se cita con el nombre de Racef, que puede hacer referencia a “construcción cerca de un camino”. De hecho, la palabra al mazaf (aduana) parece que le da nombre al pueblo, ya que los mercaderes que pasaban por la torre pagaban el portazgo. Fue totalmente renovada en 1996. Estaba enmarcada dentro de una construcción llamada “el Castillo” que fue derruida en 1981. Tiene una estructura de planta cuadrada ligeramente trapezoidal construida con el sistema tapial. Su base es de 10 metros, tiene una alzada de 24,70 metros repartidos en cinco plantas y culmina en una terraza con almenas. El acceso normal a la torre se realizaba por la primera planta y por la cara norte; ahora se hace por la planta baja, donde se ha construido una escalera que comunica con las superiores. Se encontró una puerta en la cara oeste a cinco metros de altura y que se conserva en la actualidad, a ella se accedía con una escalera de madera que se retiraba cuando la torre debía quedar incomunicada.

## Historia
La Torre Racef se encuentra situada en Almusafes, población cercana a Valencia a 11 metros de altitud. Durante la dominación musulmana formaba parte del conjunto de la alquería llamada Almazaf, que quiere decir en árabe aduana o mitad del camino, y de la que posteriormente la población tomó el nombre.
La torre data del siglo IX según dice el padre Burguera en su historia de Sueca y del siglo XI según Huici Miranda. Formaba parte del cinturón defensivo de la ciudad de Valencia junto con las torres cercanas, con las que podía establecer comunicación directa por medio de señales, de Sollana, Rafacheldi o Rafacaldi, en las proximidades del Romaní; las de Alcácer, Silla, Alginet, Trullás, Benifayó, Picasent y la torre Aledua de Llombay.
Jaime I de Aragón conquistó la alquería en 1238 y la donó a su notario Pere Sanz. Posteriormente, en este mismo año, la dona a los soldados de Montpellier que le habían acompañado en la conquista de Valencia. El primer Señor fue G. Davoio. La hija del primer Señor, Navarra de Ahuero, concedió en el mes de febrero de 1251 la primera carta de población de la alquería a veinte colonos, en 1281, el hijo de doña Navarra, García López de Sentía y su esposa, doña Toda Garcés, otorgaron carta de población a 20 personas pero se reservaron la torre, el horno y otras regalías. Ocho años más tarde Pedro Martínez de Altazona vendía a Eiximén de Urrea la villa, con vasallos, tierras y demás derechos feudales. Sus siguientes señores fueron Ramón Escorna y Juan Rodríguez de Corella. Pero los enfrentamientos entre este último y Pedro IV supusieron la confiscación de la villa y su venta en 1352 al abad del monasterio de la Valldigna. Este lo retuvo durante 451 años para finalmente quedar incorporado a la corona en 1766.

## Descripción

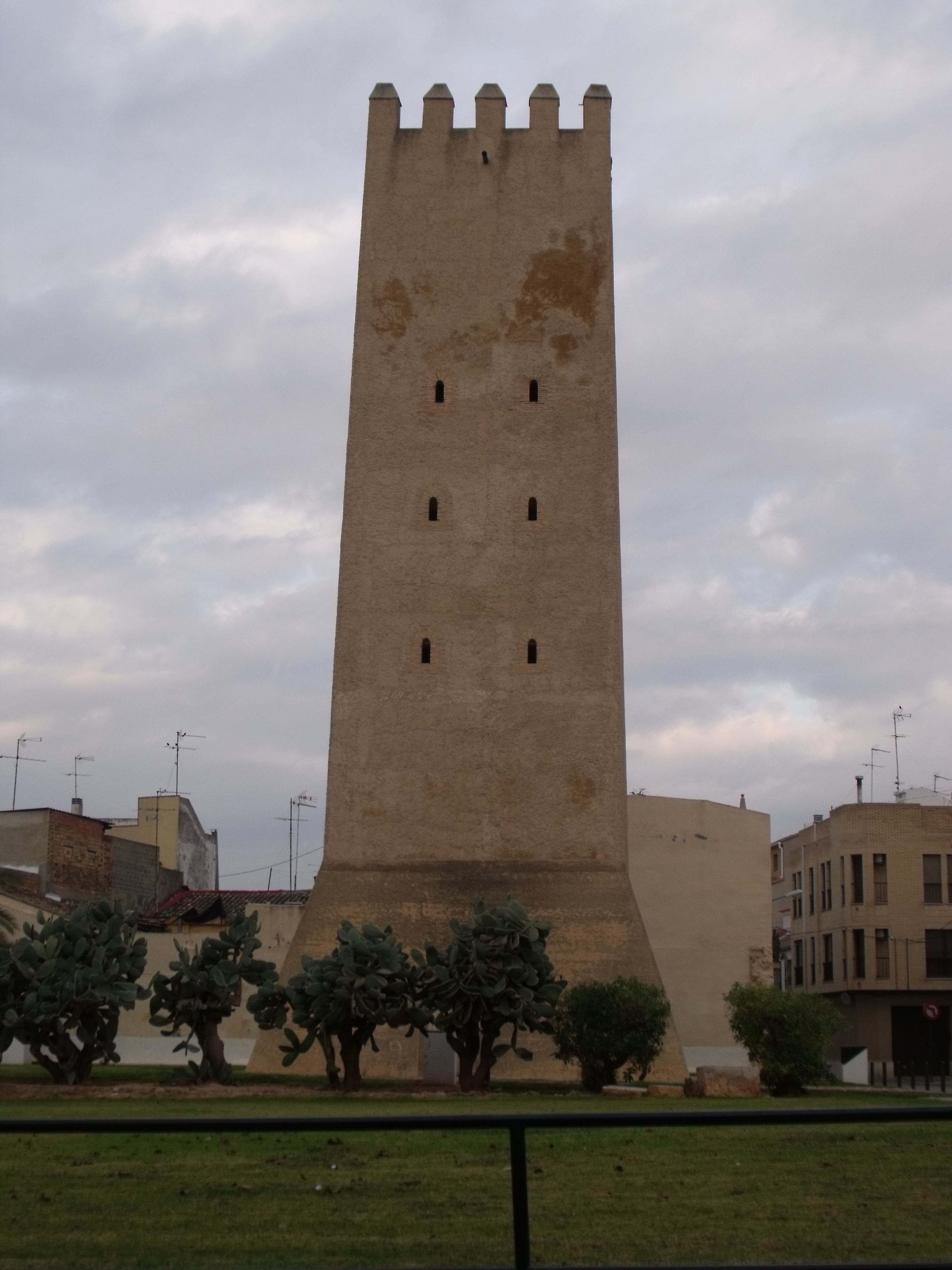
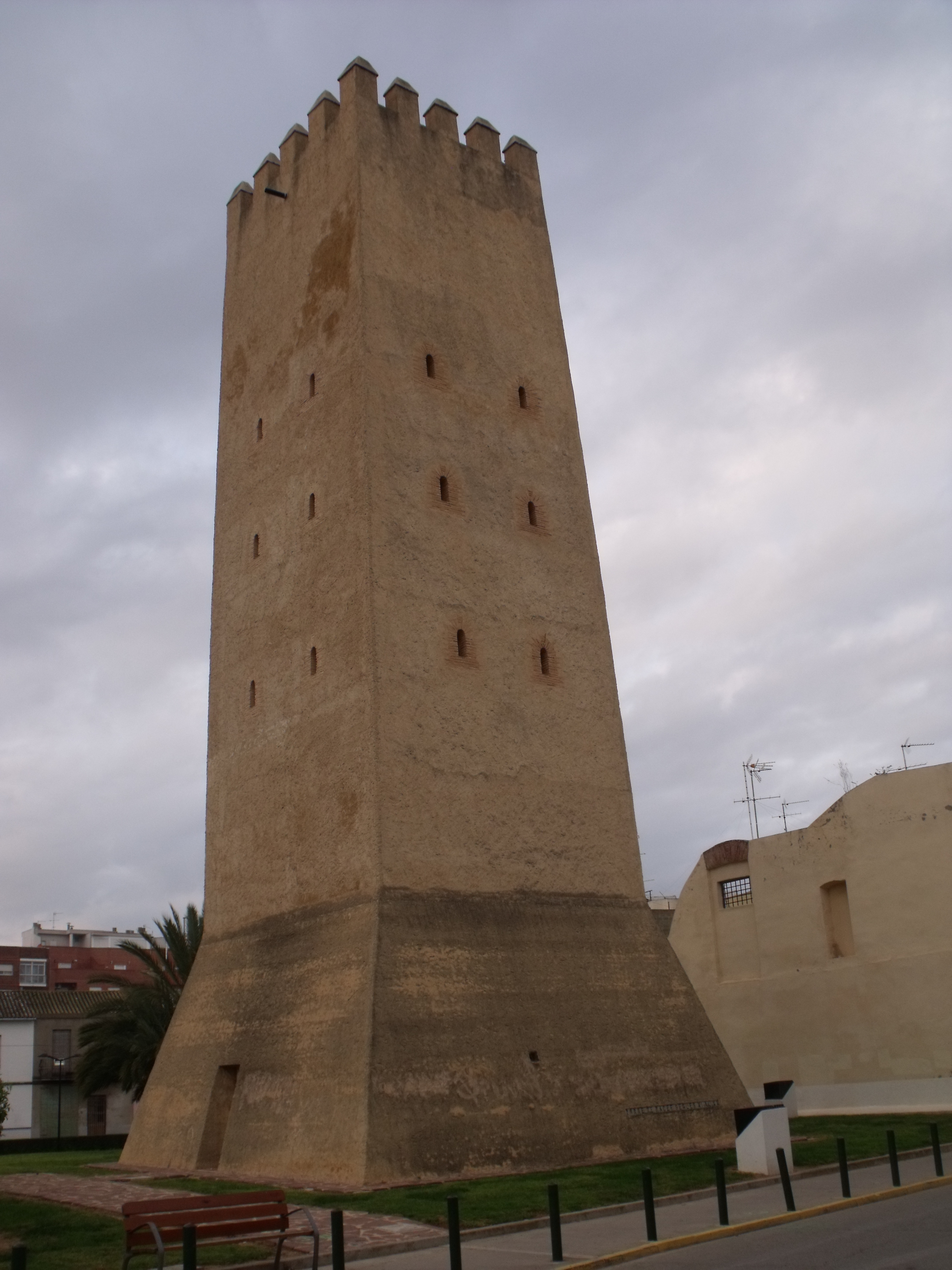
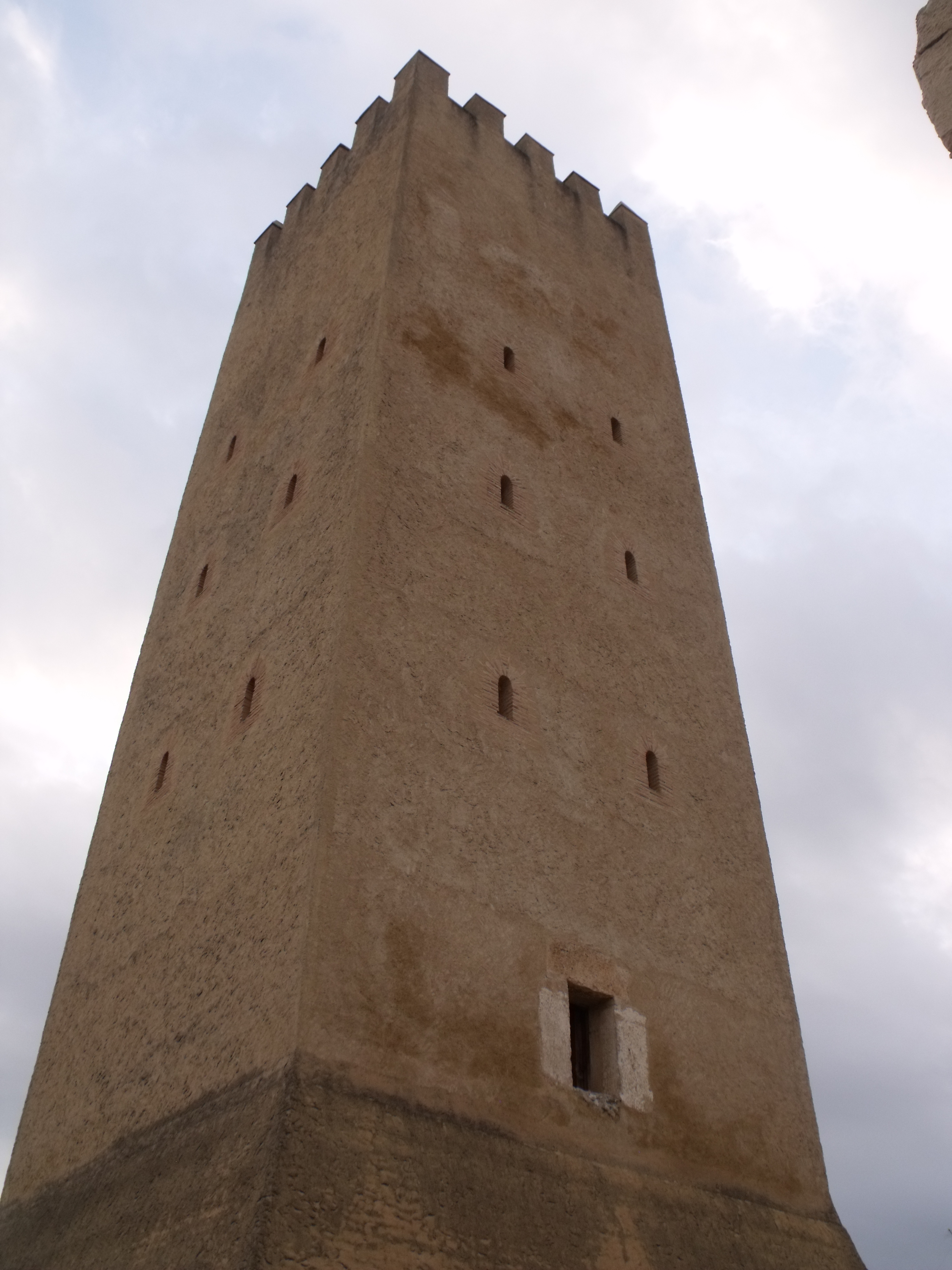
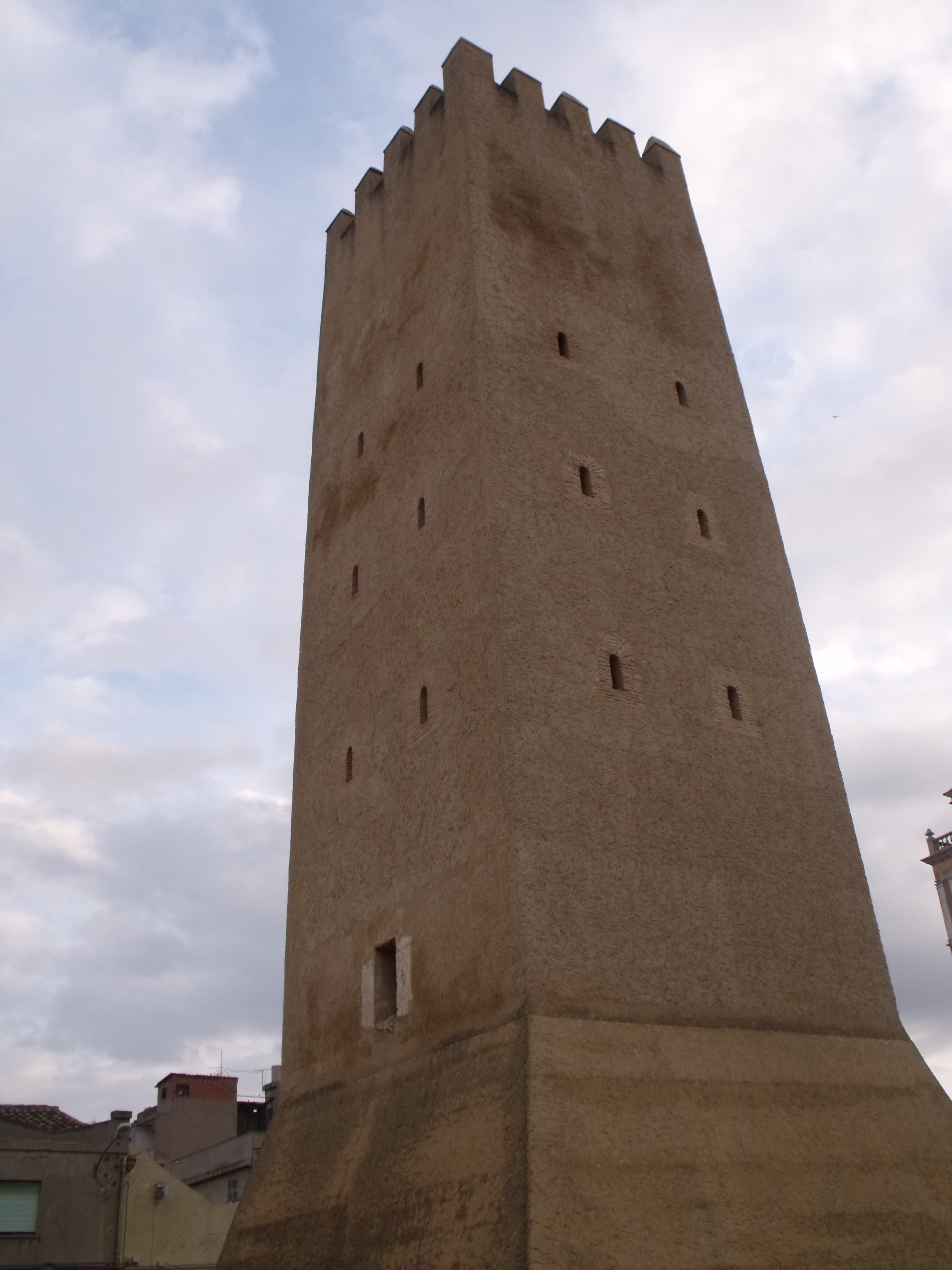
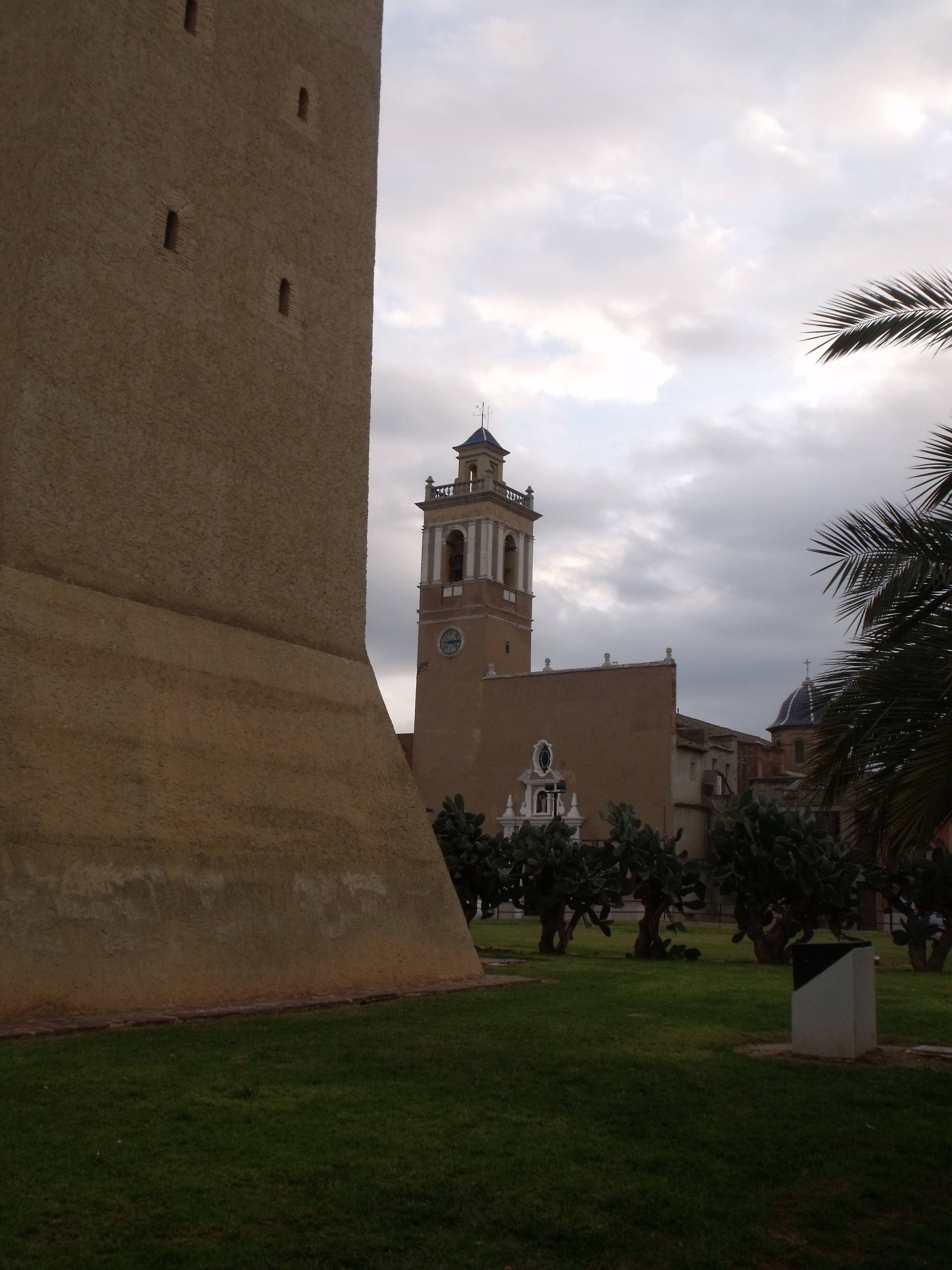

La torre sigue las mismas pautas marcadas para el resto de las torres vigías de la zona. Construida con tapial, es de planta cuadrada originariamente, de 9 metros de lado en su base, y lienzos ligeramente trapezoidales, según suben las plantas, delimitan su estructura básica. Consta de planta baja, a ras de suelo, una primera a 5 metros de altura, planta segunda, planta tercera y cuarta y una quinta de diferentes características a todas las demás y planta de terraza con almenas. La estructura es idéntica en las cinco primeras plantas, esto es una planta arriostrada con un arco central de medio punto, que subdivide la planta en dos zonas cubiertas con dos bóvedas de cañón. Estas se comunican mediante una escalera de caracol, alojada en uno de los vértices de la planta que parte de la planta primera. La planta quinta parece, por su estructura, de una época posterior, con un macizo central en cuyo interior se aloja la escalera que da acceso a la terraza. De este macizo central nacen cuatro arcos de medio punto perpendiculares entre sí que junto con el muro perimetral, delimitan cuatro bóvedas de cañón turbina. La terraza se encuentra almenada con dieciséis almenas.
El acceso original a la torre es una puerta situada a 4 metros sobre el nivel del suelo de la plaza actual, lo que confirma su carácter defensivo. La altura total de la torre es de 24,70 metros. En las plantas tercera y cuarta aparecen ventanas saeteras abocinadas.
En el siglo XVIII se le añadió a la torre un edificio señorial, demolido en 1981, que modificó en parte alguna de las plantas de la torre. El tapial utilizado en su construcción es básicamente de tierra y piedra mediana con una fina costra de cal, apreciándose las agujas utilizadas empotradas en el muro. La altura de la tapia en función de la disposición de las agujas es de 85 cm. 
Hoy se encuentra restaurada según proyecto de los arquitectos Santiago López Alonso y Ángel Esteve Garcerán de enero de 1995.